# 杨嘉武
杨嘉武（1959年6月—），男，汉族，云南永平人，中华人民共和国政治人物，曾任云南省公安厅厅长、党委书记，现任云南省政协副主席、党组副书记。
2023年1月14日，卸任云南省政协副主席职务。